# Блінкова Ганна Володимирівна
Ганна Володимирівна Блінкова (рос. Анна Владимировна Блинкова; нар. 10 вересня 1998 року в Москві, Росія) — російська тенісистка; півфіналістка одного турніру Великого шолома в парному розряді (Відкритий чемпіонат США-2020); переможниця одного турніру WTA в парному розряді; колишня третя ракетка світу в юніорському рейтингу; фіналістка одного юніорського турніру Великого шолома в одиночному розряді (Вімблдон-2015).

## Біографія
Батьки — Володимир і Олена. У підлітковому віці також серйозно захоплювалася шахами. Розмовляє на чотирьох мовах (російська, словацька, французька та англійська). Улюблене покриття — хард. Тренер — Іво Кльоц, до цього тренерами були Володимир Платенік, Тома Друе, Міслав Хізак.

## Спортивна кар'єра
Виграла два одиночних і три парних титулу ITF. У фіналі юніорського Вімблдону 2015 програла співвітчизниці Софії Жук 5: 7, 4: 6. У серпні 2015 року сягнула третього місця в юніорському рейтингу.
На змаганнях WTA дебютувала в 2015 році на турнірі WTA 125K series Open de Limoges, де пройшла два раунди кваліфікації і в першому колі програла німкені Анна-Олені Фрідзам 3: 6, 6: 2, 3: 6. Перший матч на турнірі WTA виграла в 1/16 фіналу Кубка Кремля 2016 у латвійської тенісистки Анастасії Севастової. Перед матчем 1/8 з хорваткою Аною Конюх знялася через травму підколінного сухожилля.
На турнірах Великого шолома дебютувала на Відкритому чемпіонаті Австралії 2017. Пройшовши кваліфікацію, в першому колі обіграла румунку Моніку Нікулеску 6:2, 4:6, 6:4, у другому колі поступилася п'ятій сіяної чешці Кароліні Плішковій 0:6, 2:6.
У збірної Росії дебютувала в матчі II Світової групи 2017 проти збірної Тайваню (4:1). У другій одиночній зустрічі програла Чжан Кайчжень 3:6, 5:7; в парі з Ганною Калинською виграла у Чжань Цзіньвей / Сюй Цзінвень 6:3, 7:5.

### 2018
У січні 2018 пройшла кваліфікацію на Відкритий чемпіонат Австралії, але програла в першому раунді Бернарді Пере з США. У березні 2018 року виграла турнір ITF в Круасі-Бобур (Франція), в фіналі без гри обігравши Кароліну Мухову, яка знялася з турніру.

### 2019
У квітні 2019 року Блинкова разом з грузинкою Оксаною Калашниковою брали участь в Porsche Tennis Grand Prix, де дійшли до півфіналу, але програли парі тенісисток Люції Шафаровій з Чехії та Анастасії Павлюченковій з Росії в двох сетах з рахунком 6:4, 7:5.
У травні пробилася через кваліфікацію до основної сітки на Відкритий чемпіонат Франції. В основній сітці в першому колі обіграла співвітчизницю Маргариту Гаспарян (6-3 4-6 8-6), у другому колі сенсаційно обіграла француженку Каролін Гарсія (1-6 6-4 6-4). У третьому колі в трьох сетах програла американці Медісон Кіз.
На Відкритому чемпіонаті США 2019 року програла в першому раунді першій ракетці світу Наомі Осаці в трьох сетах. На початку вересня виграла турнір в Нью-Хейвені (США), обігравши в фіналі Усуе Мейтан Арконаду. У вересні дійшла до півфіналу Відкритого чемпіонату Гуанчжоу з тенісу (Китай), але програла майбутній переможниці турніру американці Софії Кенін в трьох сетах. У жовтні дійшла до півфіналу Відкритого чемпіонату Люксембургу, але програла майбутній переможниці турніру латвійка Олені Остапенко.

## Підсумкове місце в рейтингу WTA по роках
| Рік  | Одиночний рейтинг | Парний рейтинг |
| 2020 | 60                | 51             |
| 2019 | 59                | 56             |
| 2018 | 98                | 100            |
| 2017 | 136               | 118            |
| 2016 | 206               | 534            |
| 2015 | 826               | 1 034          |